# Běstvina
Běstvina är en ort i Tjeckien.   Den ligger i regionen Pardubice, i den centrala delen av landet, 90 km öster om huvudstaden Prag. Běstvina ligger 335 meter över havet och antalet invånare är 508.
Terrängen runt Běstvina är platt åt sydväst, men åt nordost är den kuperad. Runt Běstvina är det ganska tätbefolkat, med 129 invånare per kvadratkilometer. Närmaste större samhälle är Chrudim, 19,1 km nordost om Běstvina. Omgivningarna runt Běstvina är en mosaik av jordbruksmark och naturlig växtlighet.